# Joachim Thimm
Joachim Hermann Anton Paul Harry Thimm (* 30. Oktober 1939 in Seelze; † 14. Juni 2020 in Neustadt am Rübenberge) war ein deutscher Fußballspieler, der im Gründungsjahr der Bundesliga für den Karlsruher SC mit sechs Spielen und drei Toren aktiv war. In der Fußball-Oberliga Süd hatte der Stürmer zuvor für die Vereine FC Bayern München und Karlsruher SC von 1961 bis 1963 insgesamt 33 Ligaspiele mit 17 Toren absolviert.

## Karriere

### Vereine

#### Arminia Hannover
Der Jugend entwachsen, entwickelte sich Thimm ab der Saison 1957/58 zur neuen Stürmerhoffnung bei den „Blauen“ von SV Arminia Hannover. Mit Arminia, die zum Saisonende 1956/57 aus der Oberliga Nord in die Amateuroberliga Niedersachsen abgestiegen war, stand das Offensivtalent bis 1960/61 viermal in Folge in der Aufstiegsrunde zur Oberliga Nord, aber auch viermal ohne Erfolg. Er errang mit der Mannschaft vom Stadion am Bischofsholer Damm zwar dreimal die Meisterschaft und einmal die Vizemeisterschaft in der Amateuroberliga Niedersachsen, erlebte aber auch in den jeweiligen Aufstiegsrunden die Triumphe der Gegner vom ASV Bergedorf 85 (1958), Eintracht Osnabrück (1959), Heider SV (1960) und 1961 vom Bremer SV. Auch der Einzug in das Endspiel um die Deutsche Amateurmeisterschaft am 14. Juni 1959 in Offenburg gegen den FC Singen 04 stand für die Arminia und den jungen Stürmer Thimm unter dem gleichen Stern: Die „Blauen“ wurden Zweiter, Singen gewann mit 3:2 Toren. Im Sommer 1961 wechselte er nach Bayern und unterschrieb beim FC Bayern München in der Oberliga Süd. 

#### FC Bayern München
Beim FC Bayern München begegnete er seinem ehemaligen Mitspieler Werner Olk, der ein Jahr zuvor in die bayerische Hauptstadt gewechselt war. Vom badischen SV Sandhausen war mit Rainer Ohlhauser eine zweite Torjägerhoffnung aus dem Amateurlager zu den Bayern gestoßen. Sportlich bewies Joachim Thimm in seinen 23 Einsätzen und zwölf Toren seine Eignung für die seinerzeit höchste deutsche Spielklasse. Sein Debüt krönte er am 6. August 1961 (1. Spieltag) bei der 1:3-Niederlage im Auswärtsspiel gegen den BC Augsburg mit seinem ersten Tor, dem Anschlusstreffer zum 1:2 in der 87. Minute.
In der vorherigen Saison schloss der FC Bayern München mit 30:30 Punkten diese als Achtplatzierter ab, mit Thimm und Ohlhauser wurde die Mannschaft von Trainer Helmut Schneider mit 40:20 Punkten Drittplatzierter der Saison 1961/62. Der Aufwärtstrend war offensichtlich. Da aber Ohlhauser in seinen 26 Punktspielen 23 Tore erzielte, sehr schnell und ehrgeizig war, ging die Tendenz für die nächsten Jahre in Richtung Ohlhauser; Thimm dagegen wechselte nach nur einer Saison in München zum Ligakonkurrenten Karlsruher SC.

#### Karlsruher SC
Trainer Kurt Sommerlatt, Otto Geisert von Eintracht Nordhorn und Thimm waren die Neuzugänge des KSC für das letzte Jahr in der Oberliga Süd 1962/63, wo es um die Qualifikation für die neue höchste deutsche Spielklasse, der Bundesliga ging. Geisert und Sommerlatt setzten sich durch, der KSC rangierte am Saisonende auf Platz fünf – Thimm hatte dagegen nur zehn Einsätze mit fünf Toren vorzuweisen. Sein Bundesligadebüt gab er am 19. Oktober 1963 (8. Spieltag) bei der 0:1-Niederlage im Auswärtsspiel gegen den 1. FC Kaiserslautern. In seinem zweiten von sechs Bundesligaspielen, am 7. März 1964 (23. Spieltag), gelangen ihm im Rückspiel gegen genau diese Mannschaft drei Tore beim 5:1-Sieg. In seinen letzten vier Punktspielen blieb er mit der Mannschaft – ein Sieg, drei Unentschieden – ungeschlagen. Die Hoffnung, dass der Durchbruch des Mittelstürmers im zweiten Jahr in Karlsruhe gelingen könnte, zerbrach am Wechsel Thimms im Sommer 1964 in die Schweiz. In der Bundesliga hat Thimm 1963/64 in sechs Spielen drei Tore erzielt.

## Nationalmannschaft
Als im September 1959 für die Amateurnationalmannschaft zwei Ausscheidungsspiele gegen die Auswahl der DDR anstanden, (von einer gesamtdeutschen Mannschaft für das olympische Fußballturnier 1960 in Rom wurde seitens des DFB Abstand genommen) nominierte der verantwortliche DFB-Trainer Georg Gawliczek das noch nicht 20 Jahre alte Mittelstürmertalent von Arminia Hannover, da der etatmäßige Torjäger Erwin Stein von der SpVgg Griesheim 02 zu Eintracht Frankfurt in die Oberliga Süd gewechselt war.
In beiden Spielen – am 16. September in Berlin und am 23. September in Düsseldorf – trug Joachim Thimm das Nationaltrikot und erzielte beim 2:1-Sieg im Rückspiel ein Tor. Nachdem das DFB-Team das Hinspiel bereits mit 2:0 für sich entscheiden konnte, nahm sie an der Qualifikation für das olympische Fußballturnier 1960 in Rom teil. 
Thimm bestritt sowohl am 11. November 1959 in Siegen, beim 2:1-Sieg gegen die Auswahl Finnlands, als auch am 24. November 1959 in Essen, bei der 0:3-Niederlage gegen die Auswahl Polens, seine einzigen beiden Länderspiele für die Amateurnationalmannschaft.